# Es Freus

Mappa di Es Freus, tra Ibiza e Formentera

Es Freus è una lingua di mare che si trova tra Formentera e Ibiza, nelle isole Baleari. Al suo interno si trovano diversi isolotti. La distanza totale tra la punta meridionale di Ibiza e l'isola di s'Espalmador è di circa 6,3 km. È un punto d'accesso obbligato per l'ingresso al porto di Ibiza e di La Savina a Formentera. Forma parte della Riserva Marina del Parco Naturale di Ses Salines.
Si tratta di un'area non protetta dai venti e caratterizzata da mare poco profondo e correnti di intensità e direzione irregolari.